# Antonio Guzmán del Rosario
Antonio Guzmán del Rosario (n. Guaza, Hato Mayor, República Dominicana; año 1834 - f. julio de 1867), prócer de Hato Mayor.

## Biografía
Hijo de Valentín Guzmán y Laureana del Rosario y casado con Laureana Vásquez, el día 23 de noviembre de 1860. 
Guzmán fue uno de los patriotas de la región Este del país que acudieron a Santo Domingo en los días de Independencia Nacional y a la región Sur como soldado liberador. Obtuvo el grado de Capitán. Antonio combatió audazmente hasta librarnos del yugo haitiano en las guerras por la Independencia, que concluyeron en 1856. El 23 de noviembre de 1864, Guzmán junto a Pedro Guillermo atacaron Hato Mayor en horas de la madrugada rodeando a los españoles, luchando en la batalla de San Nicolás. 
Guzmán fue patriota destacado con su espada valerosa en contra de los anexionistas en la Guerra de la Restauración, participando en el asalto para tomar la comandancia de armas de El Seybo y desde allí proclamar la Restauración. 
Antonio Guzmán tenía una profunda relación amistosa con Pedro Santana, tal que fue escogido como administrador de sus intereses en el campamento se Guanuma. Guzmán, estando en Santiago, el gobierno le otorgó la autoridad suprema en el Este, la que activó de manera sangrienta. 
Antonio Guzmán, por decreto del 16 de mayo de 1867, el general José María Cabral confirmó como general de división y brigada. En 1865 Guzmán se convirtió en jefe político de San Pedro de Macorís, a la cual le construyó la primera ermita en 1851 y en 1855 el comandante de armas, general Antonio Guzmán, dona una capilla de tablas de capada, la cual estaba techada de yaguas y fue bendecida por Pedro Carrasco y Capeller. 
- Datos: Q5698585